# Gaston Jacquet
Pour les articles homonymes, voir Jacquet.
Gaston Jacquet (Émile Marius Jacquet) est un acteur français, né le 14 août 1883 à Lanas en Ardèche et mort le 28 janvier 1970 à Thônex en Suisse.

## Filmographie
- 1918 : La Femme des autres, de Pierre Marodon
- 1919 : Celle qui n'a pas dit son nom, de Maurice de Marsan - 1 760 m Jacques de Sevran
- 1919 : Qui a tué ?, de Pierre Marodon - 1 700 m Pierre Leroy
- 1920 : Le Sang des immortelles, d'André Liabel - 1 800 m Le comte Poniowsky
- 1920 : La Double Épouvante, de Charles Maudru - Le banquier Devasne
- 1920 : Le Droit de tuer, de Charles Maudru - 1 895 m Gevrey
- 1920 : Le Gouffre, de Charles Maudru - 1 720 m
- 1920 : Le Lys rouge, de Charles Maudru - 1 980 m Paul Vence
- 1921 : Le Château des fantômes, de Pierre Marodon - tourné en 12 épisodes Gontran de Gabrieux
- 1921 : Le Chemin d'Ernoa, ou L'Américain, de Louis Delluc et René Coiffard - 1 200 m Mr. Parnell
- 1921 : La Fiancée du disparu, ou L'Amour du mort, de Charles Maudru - 1 790 m Le docteur Bardolph Just
- 1921 : Le Gardian, de Joë Hammann - également scénariste -
- 1921 : Hantise, de Jean Kemm - 1 900 m Harry Burnsied
- 1921 : Le Talion, de Charles Maudru - 1 620 m L'avocat Ternac
- 1921 : Les Trois Mousquetaires, de Henri Diamant-Berger - Ciné-roman en 12 époques - Mr. de Winter
- 1922 : L'Île de la mort, d'E.B Donatien - 1 500 m Max
- 1922 : L'Inconnue, de Charles Maudru - 1 900 m Le docteur Lafaux
- 1922 : Knock Out !, d'Armand du Plessy - 1 750 m Moreno, le propriétaire de la taverne
- 1922 : L'Ouragan sur la montagne, de Julien Duvivier - 1 860 m Oscar Bishoff
- 1922 : Ziska, la danseuse espionne, de Henri Andréani - 2 100 m en trois époques Mario Van Zell
- 1923 : Cœurs farouches, de Julien Duvivier - 1 800 m Jean-Loup
- 1923 : Credo ou la Tragédie de Lourdes, de Julien Duvivier - 2 600 m Jean-Elie Vladimish
- 1923 : Le Crime d'une sainte, de Charles Maudru - 2 402 m Corvol, l'assassin
- 1923 : La Garçonne, d'Armand du Plessy - 2 400 m Lucien Vigneret
- 1923 : Le Reflet de Claude Mercœur, de Julien Duvivier - 2 135 m Claude Mercœur et Raoul Berjean
- 1924 : Les Demi-vierges, d'Armand du Plessy - tourné en 6 épisodes Maxime de Chantel
- 1924 : Paris, de René Hervil - 3 170 m Alpérof
- 1925 : Le Bossu ou Le Petit Parisien, de Jean Kemm, tourné en 7 épisodes (avec une version réduite à 3 800 m : Lagardère et le Bossu)
- 1926 : L'Agonie de Jérusalem, de Julien Duvivier - 2 800 m Larsac
- 1926 : Le Vertige, de Marcel L'Herbier - Charançon
- 1926 : La Girl aux mains fines - (Liebe geht seltsame Wege), de Jean Rosen et Fritz Kauffmann - Jackson
- 1926 : Le Marchand de bonheur, de Giuseppe Guarino
- 1927 : L'Île enchantée, de Henry Roussell -  Gabriel Lestrange
- 1927 : Charité, de B. Simon - Jean Pelvoux
- 1927 : Le Mystère de la tour Eiffel, de Julien Duvivier - Sir William Dewitt
- 1927 : Le Dédale, de Gaston Roudès et Marcel Dumont - Max de Pogis
- 1927 : Pardonnée, de Jean Cassagne - 2 200 m Alfred
- 1928 : La Danseuse Orchidée, de Léonce Perret - Buguelle
- 1928 : L'Eau du Nil, ou La Femme la plus riche du monde, de Marcel Vandal - Basil Lescoe
- 1928 : La Maison au soleil, ou Gueule cassée, de Gaston Roudès - 2 950 m Marcel Pignaire et le peintre Royaumort
- 1928 : La Roche d'amour, de Max Carton - 1 800 m Xavier Valmore
- 1928 : Le Tourbillon de Paris, de Julien Duvivier - Lord Aberton
- 1928 : Suzy Saxophone - "Saxophon-Susi", de Karel Lamač
- 1928 : Der erste Kuß, de Karel Lamač - Harry Peters
- 1929 : Quartier Latin, d'Augusto Genina - 3 053 m Le baron Hervey
- 1929 : La Possession, de Léonce Perret
- 1929 : Hrichy làsky, de Karel Lamač - Eduard Warren
- 1929 : Großstadtschmetterling, de Richard Eichberg - Le baron de Neuve
- 1929 : Sensation im Wintergarten, de Joe May et Gennaro Righelli - Le baron Von Malock
- 1929 : Wenn der weiße Flieder wieder blüht, de Robert Wohlmuth
- 1929 : Das Mädel mit der Peitsche, de Karel Lamač - Le professeur Nebenkrug
- 1930 : Das Mädel aus U.S.A., de Karel Lamač
- 1930 : Le Chemin du paradis, de Wilhelm Thiele et Max de Vaucorbeil - Mr. Boucart
- 1930 : Dans une île perdue, d'Alberto Cavalcanti - Schomberg
- 1930 : David Golder, de Julien Duvivier - Hoyos
- 1930 : Prix de beauté, d'Augusto Genina : Le duc de La Tour Chalgrain
- 1930 : Le Réquisitoire, ou Homicide, de Dimitri Buchowetzki - J.B Albey
- 1930 : Hai-Tang, de Richard Eichberg et Jean Kemm
- 1930 : Illusions, de Lucien Mayrargue
- 1930 : Rapacité, d'André Berthomieu - Le docteur Blanchard
- 1930 : L'Amour maître des choses - "The flame of love", de Richard Eichberg et Walter Summers - version allemande du film Haï-Tang -
- 1930 : Es gibt eine Frau, die dich niemals vergißt, de Léo Mittler - De Graf
- 1931 : Coquecigrole, d'André Berthomieu - Saint-Palmier
- 1931 : L'Inconstante ou L'amour riposte, de Hans Behrendt, André Rigaud et Georges Root - Le baron Max de Weisbourg
- 1932 : Magie moderne / Télévision, de Dimitri Buchowetzki - Stephany, le financier
- 1931 : Mon cœur et ses millions, d'André Berthomieu - Mirgaudon
- 1932 : L'Amour en vitesse, ou L'équipe 13, de Johannes Guter et Claude Heymann - Gerden
- 1932 : Barranco, Ltd, d'André Berthomieu - Stanton Meur
- 1932 : Enlevez-moi, de Léonce Perret - Un témoin
- 1932 : La Tête d'un homme, de Julien Duvivier - Willy Ferrière
- 1932 : Une idée folle, de Max de Vaucorbeil - Brown Duvant
- 1932 : Le Vainqueur, ou Le veinard, de Hans Hinrich et Paul Martin - Le directeur de l'hôtel
- 1933 : Caprice de princesse, de Karl Hartl et Henri-Georges Clouzot - Le superintendant
- 1933 : Charlemagne, de Pierre Colombier - Le directeur
- 1933 : Si tu vois mon oncle, de Gaston Schoukens - Le docteur Ledroux
- 1933 : Son altesse impériale / Le Tsarevitch, de Victor Janson et Jean-Bernard Derosne - Le grand duc
- 1934 : Le Billet de mille, de Marc Didier
- 1934 : Dernière heure, de Jean-Bernard Derosne - Le commissaire
- 1934 : L'Espionne du palace, de Gaston Jacquet et René Ruffi - court métrage -
- 1934 : J'épouserai mon mari, ou Remarions-nous, de Maurice Labro et Pierre Weill - court métrage
- 1935 : Le Golem, de Julien Duvivier - Bedrich, le chef de la police
- 1935 : Quand les feuilles tomberont, de Mario-Pierre Badouaille - moyen métrage -
- 1937 : L'Escadrille de la chance, de Max de Vaucorbeil - Le président
- 1938 : La Fin du jour, de Julien Duvivier - Lacour
- 1939 : L'Émigrante, de Léo Joannon - Un officier
- 1939 : Jeunes Filles en détresse, de Georg-Wilhelm Pabst - Le père d'Amélie
- 1939 : Les Musiciens du ciel, de Georges Lacombe
- 1940 : Espoirs, de Willy Rozier - Grigou
- 1941 : La Neige sur les pas, d'André Berthomieu - Monastier
- 1957 : Pot-Bouille, de Julien Duvivier - Le vieux Vabre